# NGC 907
NGC 907 je galaksija u zviježđu Kit.

## Vanjske poveznice
- SEDS: NGC 907